# Jan Kmita (kasztelan)
Jan Kmita (Sobieński, zwany Noskiem') herbu Szreniawa (zm. 1458/1460) – kasztelan przemyski (1448) i kasztelan lwowski (1448).
Syn Mikołaja Kmity, kasztelana przemyskiego i Małgorzaty Michałowskiej Kurozwęckiej herbu Poraj.
Przez matkę spokrewniony był z jednym z najwyższych dostojników świeckich ówczesnej Polski, kasztelanem krakowskim Mikołajem Białuchą z Michałowa i Kurozwęk. Bratem jego był Dobiesław Kmita (zm. 1478) – wojewoda sandomierski i lubelski. W latach 1456 – 57 – Stanisław, Mikołaj i Jan bracia z Wiśnicza, synowie Mikołaja z Sobnia, pozywali Jana Kmitę z Wiśnicza, kasztelana lwowskiego o gwałtowne zajęcie dóbr przypadłych in „sorte vulgariter loszem”: zamku Sobnia i wsi Załuż, Myczkowce, Bóbrka i inne.
Żoną jego została  przed 1453 r. Marta Wątroba. Ich synami byli:
- Piotr Kmita z Wiśnicza (ok. 1442–1505) – wojewoda krakowski
- Stanisław Kmita (ok. 1450–1511) – wojewoda bełski i ruski. Ożeniony z córką Przecława z Dmosic, (zm. 1474), starosty spiskiego, prapradziad carowej Maryny Mniszchówny, potem z Katarzyną Tarnowską, córką kasztelana krakowskiego Jana Amora Iuniora Tarnowskiego (1420/30-1500),
- Andrzej Kmita (zm. 1493/94) – starosta bełski i biecki
- Jan Kmita (zm. 1484) – bezdzietny
- Mikołaj Kmita (zm. przed 1485 r.)

Ich córką była
- Barbara Kmita Wojtycka, h. Klucz – żona Jana Wojtyckiego

Dziadkiem Jana Kmity był Mikołaj z Michałowa i Kurozwęk (ok. 1370–1438) – wojewoda sandomierski, starosta i kasztelan krakowski, a pradziadkiem Krzesław Kurozwęcki (zm. 1392) – kasztelan sądecki, sandomierski, starosta łucki.
Wnukiem był; Piotr Kmita Sobieński (1477–1553) wojewoda krakowski.